# 欧律比亚
欧律比亚（Eurybia）是希腊神话中的女神，蓬托斯和盖娅的女儿，克利俄斯的妻子。
他们生育了阿斯特赖俄斯、珀耳塞斯以及帕拉斯。据说她有一颗石头做的心。她在赫西俄德的《神谱》中仅被简略提及，在伪阿波罗波洛斯的《书库》中也有出现。